# Rudolf Jung
Rudolf Alexander Jung (Laasphe, 1907 - Berlín, 1973) va ser un escriptor i traductor alemany. Com a redactor de la secció en anglès de la revista Der Kreis–Le Cercle–The Circle, Jung era conegut amb el pseudònim de Rudolf Burkhardt i considerat una figura central dins del periodisme per a homosexuals en les dècades de 1950 i 1960.

## Biografia
Les informacions existents sobre la vida de Jung durant l'època de col·laboració amb Der Kreis-Le Cercle-The Circle són en part inexactes i en part contradictòries. Va passar la seva joventut a Gießen, on a principis de la dècada de 1920 va acabar el seu aprenentatge de llibreter amb èxit. Seguidament va treballar fins a 1927 per a l'editorial Eugen Diederichs a Jena i més tard fins a 1942 en diferents llibreries a Frankfurt del Main, Darmstadt, Múnic, Bremen i Berlín. Segons altres fonts, va estudiar filosofia i va treballar de mestre. De 1942 a 1945 va ser soldat; en l'últim any de la guerra va ser fet presoner pels soldats americans i va ser traslladat als Estats Units, on –segons les seves pròpies paraules– va treballar després de la fi de la guerra en el revelat de pel·lícules a Hollywood. Després de la seva tornada a Alemanya, va treballar com a traductor per al govern militar estatunidenc de Bremen i més tard com a mestre a la zona d'ocupació soviètica. A la República Democràtica Alemanya sembla que va ser denunciat per l'article 175 del codi penal, el que condemnava actes homosexuals. Jung, que ja havia estat perseguit per homosexualitat durant el govern nazi, va aconseguir lliurar-se de la condemna fugint a Anglaterra. De 1950 a 1955 va ser lector del departament d'alemany de la Universitat de Bristol. Encara que Jung, segons el seu propi relat, ja havia escrit durant la República de Weimar per a revistes i pamflets per a homosexuals, és molt probable que el començament real del seu treball com a periodista comencés durant la seva estada a Anglaterra.
Com a col·laborador (des de 1951) de la revista Der Kreis editada a Zuric, Jung va travar amistat amb l'editor de la revista, l'actor Karl Meier. Aquests contactes va fer possible que es traslladés el 1955 a Suïssa, on es va convertir en el secretari de Meier i el seu col·laborador més estret. En aquesta posició, Jung va ser l'únic col·laborador de Der Kreis, a excepció del mateix Meier, fins a 1967, cobrant un sou modest. Sota el pseudònim deRudolf Burkhardt va ser responsable de la redacció de la nova secció en anglès. Entre les seves responsabilitats estava a més la correcció de la secció en alemany i la correspondència amb els molts abonats de tot el món. La seva capacitat com a traductor i lector, que es basaven en els seus excel·lents coneixements de la llengua anglesa i de la literatura i la cultura estatunidenques, van contribuir enormement al gran nivell literària de la revista. Va aconseguir per Der Kreis innombrables col·laboradors productius, entre d'altres, els estatunidencs James Fugaté i Samuel M. Steward, l'obra del qual va arribar a ser coneguda entre els lectors de parla alemanya de la revista a través de traduccions de Jung. A més, va escriure tant sota el pseudònim de Rudolf Burkhardt, com uns altres (p. ex. R. Young, Christian Graf, Ernst Ohlmann i Coc-Jo) innombrables històries curtes, poemes, assajos i crítiques literàries per Der Kreis, que en part van ser reimpreses per fullets a Alemanya. Alguns dels seus llargs assajos i traduccions van ser editats per Der Kreis en format de llibre, en edicions extraordinàries, com per exemple el seu comentari sobre la revolada formada després de l'edició de l'informe Wolfenden, en el qual el govern britànic recomanava la legalització de l'homosexualitat consentida entre adults.
A més del seu treball per Der Kreis, que va desaparèixer el 1967 a causa del disminució dels seus abonats, Jung va treballar fins a 1968 en una llibreria de Zuric. Després, fins a la seva jubilació el 1972, per a la biblioteca de l'Escola Politècnica Federal de Zuric. El 1966 havia aconseguit la ciutadania suïssa, però va mantenir fins a la seva mort un habitatge a Berlín, en la qual vivia amb el seu fill adoptiu. Després de la desaparició de Der Kreis, Jung va escriure alguna vegada per a la premsa gai alemanya i suïssa i sembla que va tenir projectes per a una nova revista. Altres plans literaris també van fracassar: per a la seva traducció a l'alemany de la novel·la Quatrefoil (1950) de James Fugaté, editada sota el pseudònim James Barr, avui un clàssic de la literatura gai estatunidenca, no va aconseguir cap editor.

## Obra
- Rudolf Burkhardt (àlies de Rudolf Jung): Der Sturm bricht los. Der Streit um den Wolfenden Report in England. Ein Report über einen Report. Kommentare und Übersetzungen, Zúrich 1957 (Editorial Der Kreis).

Diversos textos literaris editats per Jung sota el pseudònim de Christian Graf, estan inclosos en l'antologia de Hohmann i Lifka esmentada en la bibliografia.